# Detaille-Insel
Die Detaille-Insel (französisch Îlot Detaille) ist eine kleine Insel, welche nördlich der Arrowsmith-Halbinsel auf der Westseite des Grahamlands im Norden der Antarktischen Halbinsel liegt. Sie wird zu den Adelaide- und Biscoe-Inseln gezählt. Die Zufahrt aus Norden zur Insel wird durch die Harper Rocks und die Marshall Shoals behindert.
Im Jahre 1956 errichtete der British Antarctic Survey (BAS) hier die Station W am nördlichen Ende der Insel auf einer schmalen Landzunge. Die Aufgaben der Besatzung waren unter anderem Messungen an den nahen Gletschern sowie geologische und meteorologische Untersuchungen. Der Stützpunkt war im Jahre 1956 gut gewählt, da er an einer geschützten und eisfreien Bucht liegt. Er war gleichzeitig ein Beitrag zum Internationalen Geophysikalischen Jahr 1957. 
Im Juni 1959 (antarktischer Winter) konnte die Station jedoch durch das Versorgungsschiff nicht erreicht werden, sodass die Besatzung der Station W beschloss, den Stützpunkt aufzugeben und zur Station Y auf Horseshoe Island überzusiedeln. Bis zu diesem Zeitpunkt wurde die Station auch Loubet Coast genannt, nach dem nahegelegenen Küstenbereich der Antarktischen Halbinsel. 
Das Stationsgebäude steht mit Ställen für die Schlittenhunde heute noch. Im Sommer 1996/1997 wurde die Station und die Umgebung vom BAS aufgeräumt. Die Station ist heute, da sie nur wenig verändert wurde, ein wichtiges Beispiel für die wissenschaftlichen Aktivitäten und die Lebensbedingungen der Besatzung vor der Unterzeichnung des Antarktisvertrages. Die frühere Station „W“ gehört zu den Historischen Stätten in der Antarktis mit der Nummer HSM 83.
Die Insel wird manchmal im antarktischen Sommer von Kreuzfahrtschiffen angelaufen.